# أدب التشيك

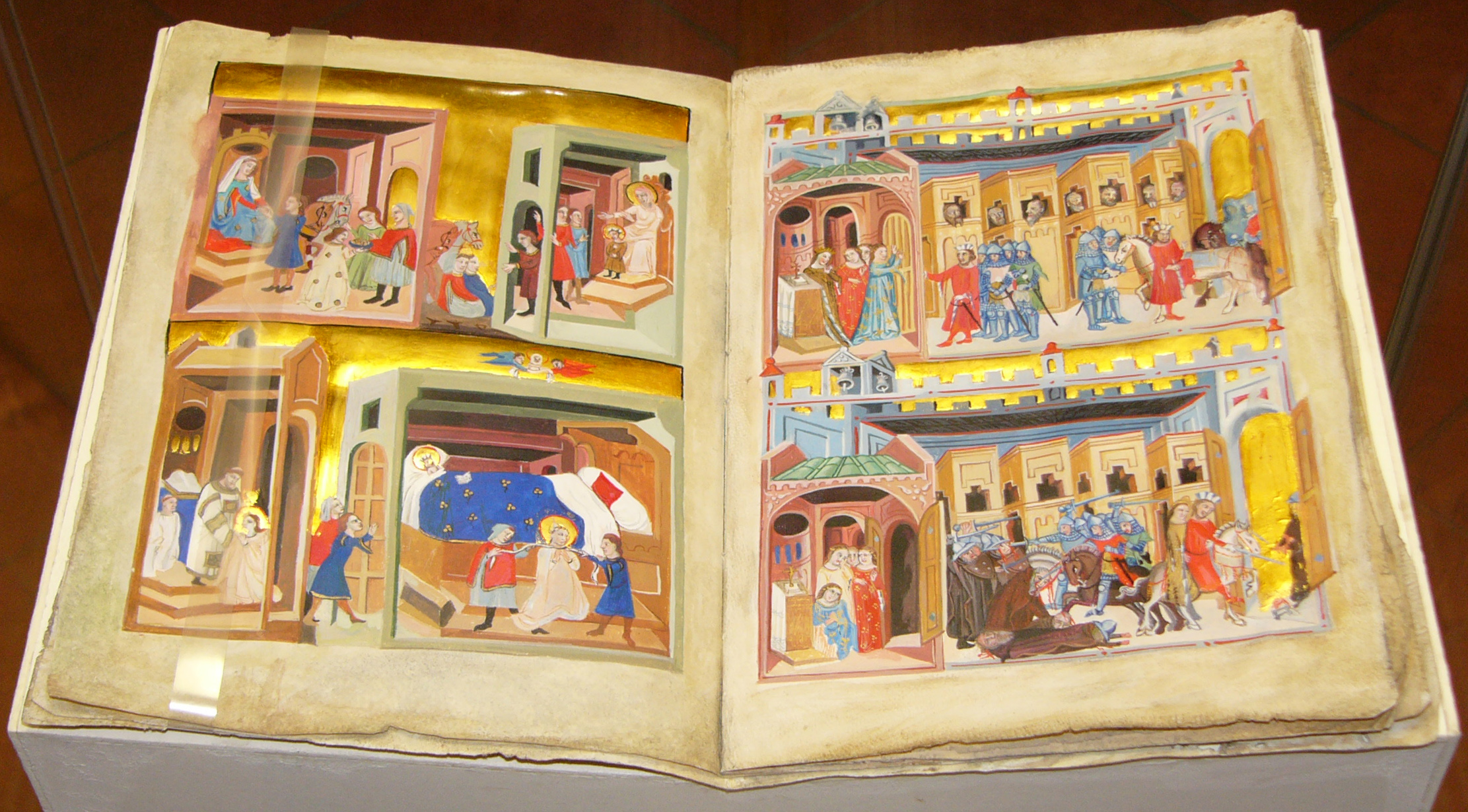
Dalimilova kronika

الأدب التشيكي هو الأدب المكتوب باللغة التشيكية، ويستثنى منه الأدب المكتوب بالألمانية في بوهيميا ومورافيا في فترة الامبراطورية النمساوية المجرية أو في تشيكوسلوفاكيا في فترة ما بين الحربين العالميتين، قبل طرد السكان الناطقين بالألمانية. 
يرجع تاريخ الأدب التشيكي إلى القرن 11. كان نسيج هذا الأدب، قبل القرن 15، يتألف في معظمه من بعض الوقائع التاريخية المدونة باللغة اللاتينية، إلى جانب عدد من الأناشيد المكتوبة باللغة التشيكية، وكذلك بعض القصص العاطفية المنظومة، التي تتناول موضوعات ذات طابع عالمي، كموضوع (تريستان وايزولدة ). ويدخل في هذا النسيج أيضاً بعض الأقاصيص عن أعمال البطولة والفروسية، المنسوبة إلى الشخصيات الفذة، من أمثال الإسكندر الأكبر، وفي 1394 وضع (سميل فلاسكا) أساس الدب التشيكي الحديث، وهو الأدب الذي يسوده الطابع الواقعي، وذلك في كتابه (النصيحة الجديدة)، وهو مجموعة منظومة من النصائح والإرشادات، وبطريقة شبيهة بتلك التي اتبعها فلاسكا، كتب توماس ستيتنى Tomáš Štítný ze Štítného (1331-1401) مواعظه نثراً، وكذلك مؤلفات الأديب الريفي المتصوف بيترتسشيلسكى. ولقد أصبحت اللغة التشيكية أداة أدبية فعالة، بفضل الإصلاحات اللغوية التي أدخلها جون هس، وهو الأمر الذي تكفل به في ميدان التربية الرائد الكبير: جان أموس كومنسكى.وترتب على انحدار التشيك في موقعة (الجبل الأبيض) (1620) الدمار الشامل لجميع الأعمال الأدبية التي وضعت بالغة التشيكية، حتى أصبحت تلك اللغة لا تعدو أن تكون مجرد لهجة محلية يستخدمها أهالي الريف. إلا أن الجهود التي بذلها دوبروفسكى، وسافاريك، وبالاكى، وغيرهم، كان من شأنها أن بعثت الروح في جسد الأدب التشيكى، كما أحيت الكتابة بالغة التشيكية. وساعد فاكلاف هانكا (1791-1861) في حركة الإحياء مساعدة كبيرة، إذ ادعى (1817) أنه عثر على بعض المخطوطات التي تشتمل على أشعار البطولة والمغامرة، المكتوبة باللغة التشيكية والتي يرجع تاريخها على القرن 13. ولقد أصبحت القصص المنظومة جزءاً من نسيج التراث الأدبي التشيكي. وسواء كانت هذه القصص تشيكية الأصل، أو غير تشيكية، فلا يمكن تجاهل قيمتها، كما يشير مؤسس جمهورية تشيكوسلوفاكيا الحديثة توماس ماساريك.
أما في القرن التاسع عشر فقد أصبح الشعر التشيكي على جانب كبير من الأهمية على يد كولار، ونيرودا وغيرهما. وكذلك الحال بالنسبة إلى فن القصة في الأدب التشيكي، الذي ازدهر في مطلع القرن العشرين على أيدي بوزينا نمكوفا، والوا جيراسك. وفي الفترة ( 1918 – 1938 ) كان الأدب التشيكي وحده – دون الآداب السلافية – أكثرها التصاقاً بالآداب العالمية. وكان الاهتمام بالموضوعات القومية يزداد في هذه الأيام، ولا سيما في مجال القصة والمسرحية.وبلغ العالمية في فترة ما بين الحربين على أيدي كتاب مثل  ياروسلاف هاشيك وكارل تشابيك، الذين ترجمت أعمالهم إلى عدة لغات، ومن أهم كتاب تلك الفترة جيري وايل، ويارسولاف فرتشليكي، وج. ف سلاديك، وبيتر بزروك.
وقد شهدت فترة الاحتلال الألماني هجرة وموت عدد كبير من أبرز الشخصيات الأدبية، مثل الكاتب فلاديسلاف فينتشورا الذي أعدمه الالمان، أما بعد الحرب العالمية الثانية، فتوجه التيار العام بتأثير الاتحاد السوفييتي نحو الواقعية الاشتراكية، وفي نفس الوقت ظهرت في صفوف المعارضين أعمال بلغت مصاف العالمية مثل روايات بوهوميل هرابال وميلان كونديرا. 